# Förenade arabemiraten vid världsmästerskapen i friidrott 2023
Förenade arabemiraten tävlade vid världsmästerskapen i friidrott 2023 i Budapest i Ungern mellan den 19 och 27 augusti 2023.

## Resultat
Förenade arabemiratens trupp bestod av en idrottare.

### Damer
Gång- och löpgrenar
| Idrottare           | Gren    | Final    | Final     |
| Idrottare           | Gren    | Resultat | Placering |
| ------------------- | ------- | -------- | --------- |
| Alia Saeed Mohammed | Maraton | 0DNS0    | 0DNS0     |